# The Legend of Zelda: Ocarina of Time – Master Quest
Es un juego de edición especial que estuvo disponible como extra al reservar el juego The Legend of Zelda: The Wind Waker de GameCube. En Estados Unidos, Canadá, México, Japón y España estuvo disponible antes del lanzamiento de The Legend of Zelda The Wind Waker; todo lo que había que hacer era reservar el juego en ciertos lugares con la promoción y antes de 1 mes de lanzamiento de The Legend of Zelda The Wind Waker se podía recoger el disco extra en la tienda en donde estaba reservado. En Europa este disco extra venía en la misma caja que The Legend of Zelda The Wind Waker. 
El juego contiene básicamente la misma historia que The Legend of Zelda: Ocarina of Time, pero incluye mazmorras modificadas y enemigos más poderosos en ellas, además de objetos colocados en lugares diferentes y rompecabezas que tienen que ser resueltos de manera distinta. En muchos casos, el conocimiento del juego anterior puede ser contraproducente, en vez de una ayuda; así intentar resolver un rompecabezas como en el original puede llevar a engaño. Aparte de las mazmorras el juego es idéntico al original The Legend of Zelda: Ocarina of Time.
El juego había sido desarrollado en principio para el 64DD (periférico que solo salió en Japón) y se insertaría en la Nintendo 64 junto con el Ocarina of Time. Este fallido proyecto se llamó Ura Zelda.
The Legend of Zelda: Ocarina of Time tiene una nueva versión llamada The Legend of Zelda: Ocarina of Time 3D disponible en la consola Nintendo 3DS. El juego tiene la posibilidad de elegir entre esta y la versión original del Nintendo 64 tras haber terminado el juego por primera vez.